# Beatrixpark (Amsterdam)
Het Beatrixpark is een stadspark in Amsterdam-Zuid, tussen de Boerenwetering, de Amsterdamse RAI, de Ringweg-Zuid (A10), de Beethovenstraat, het Zuider Amstelkanaal en de Diepenbrockstraat. Het park ligt in de Prinses Irenebuurt.
Het Beatrixpark maakt deel uit van het Amsterdamse Zuidas-gebied en zal bij het ondergronds brengen van de Ringweg doorgetrokken worden naar het zuidelijker gelegen "Sportpark Goed Genoeg" van voetbalclub AFC, ook komt er het Amaliapark bij.
Aan de rand van het park stond aan de Prinses Irenestraat een school, het Sint-Nicolaaslyceum. Het lyceum is verplaatst naar de westkant van het park, aan de Beethovenstraat. De oude locatie van de school is getransformeerd om onderdeel van het park uit te gaan maken. Ook stond aan de kant van de Beethovenstraat tot 2009 een kerkje, de katholieke Christus' Geboortekerk.
Er lopen twee fietspaden door het park: het Boerenweteringpad vanaf de Diepenbrockstraat en De Groene Zoom van de Prinses Irenestraat naar de Europaboulevard.

## Geschiedenis

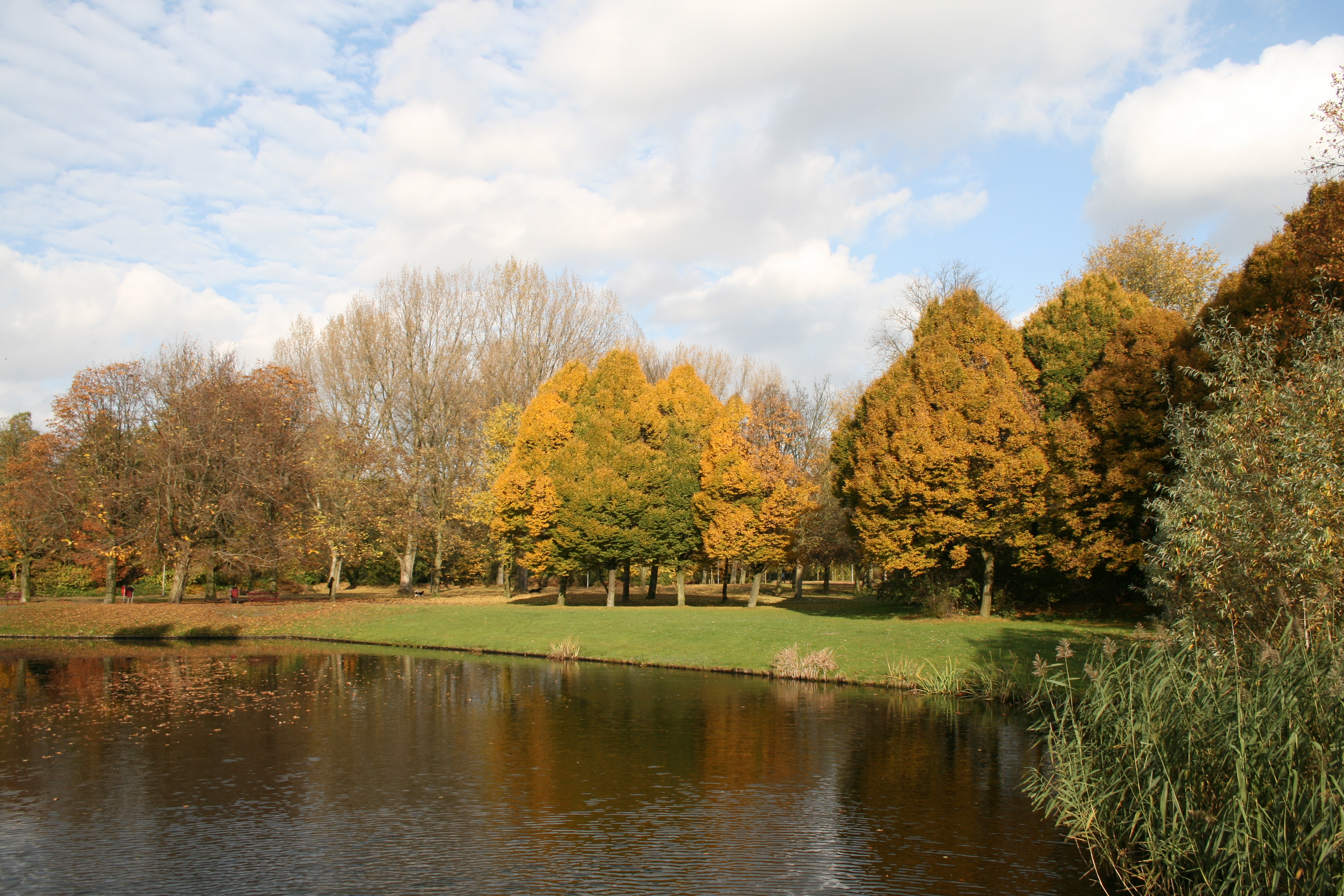
Beatrixpark.

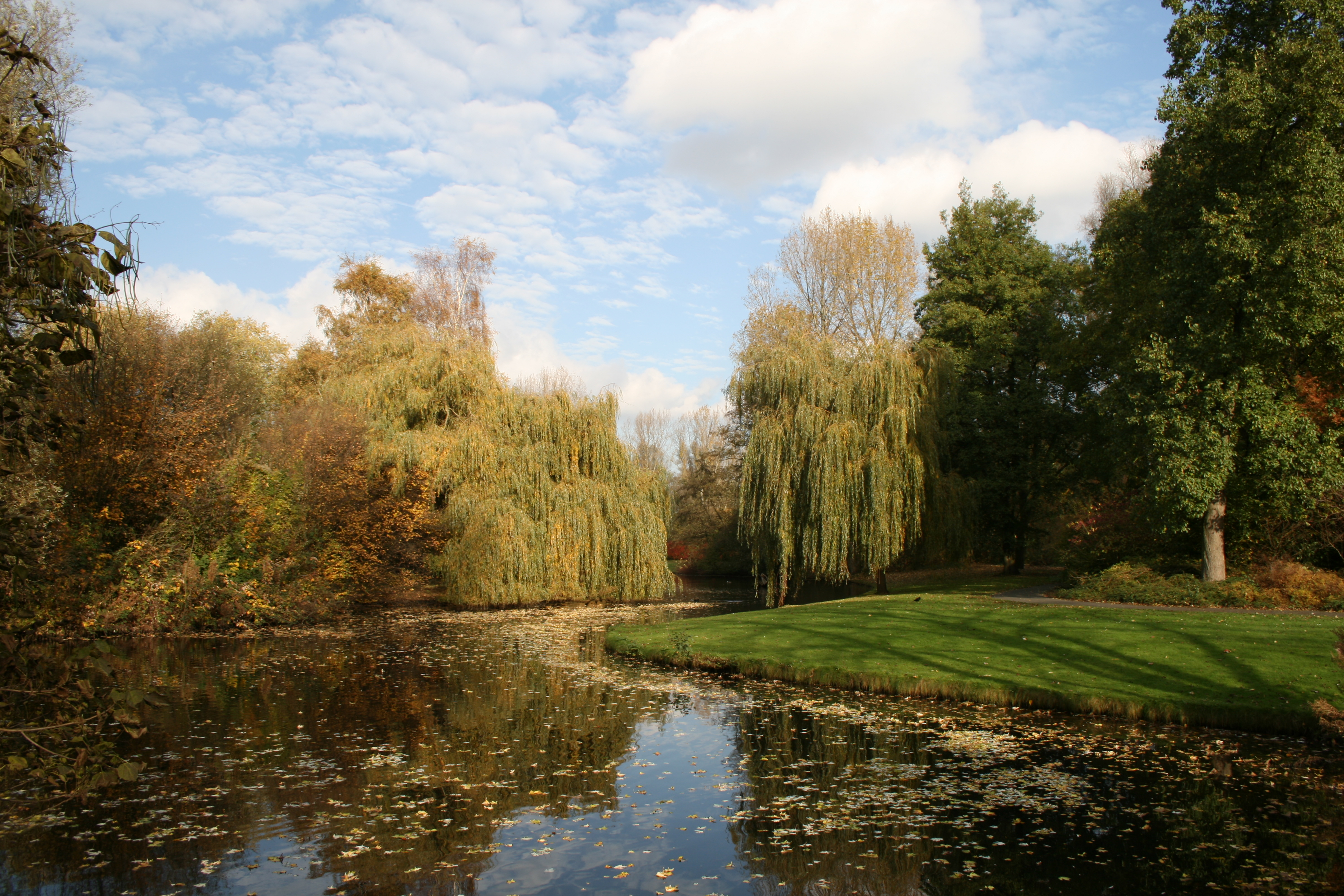
Beatrixpark.

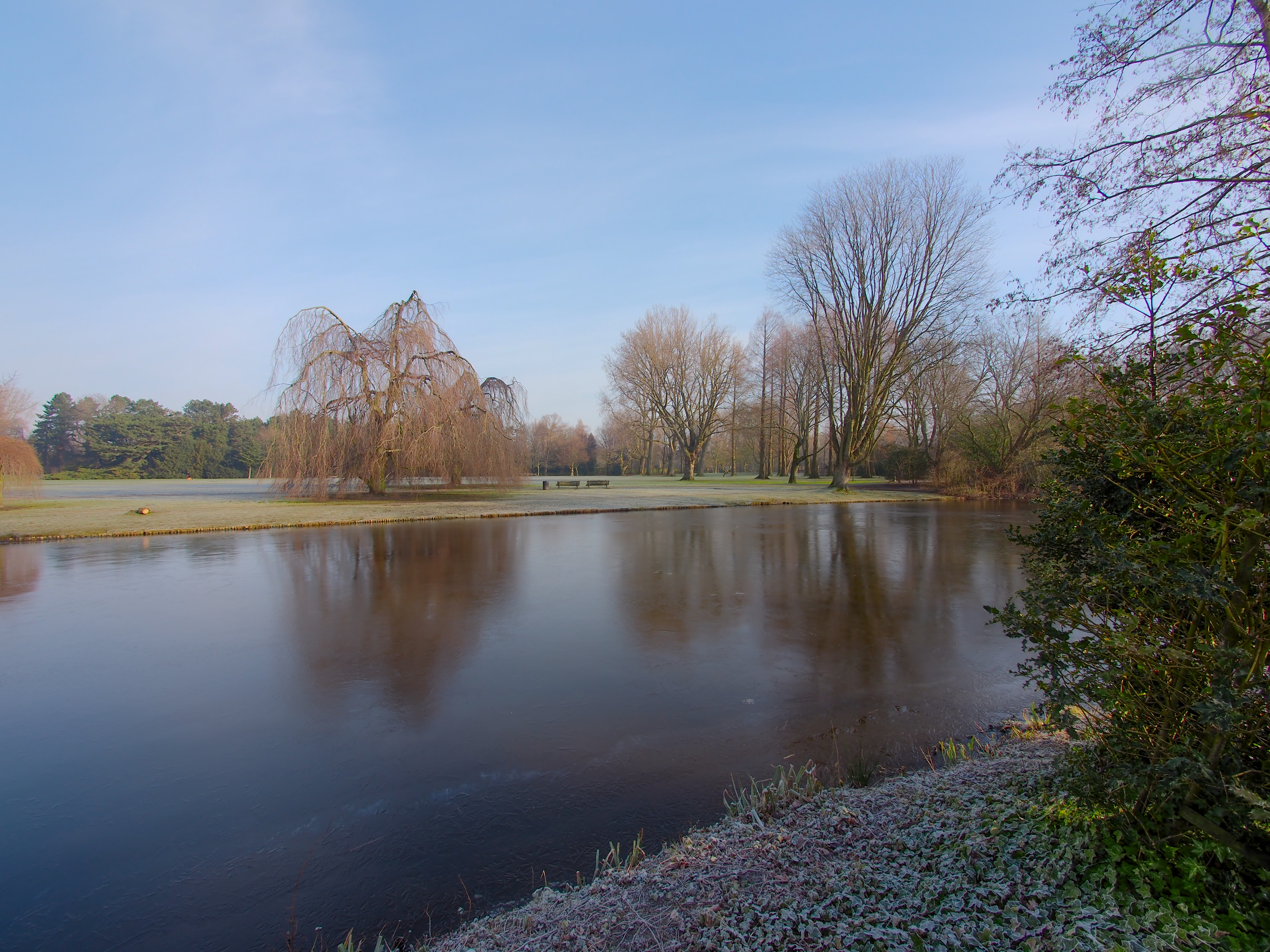
Beatrixpark.

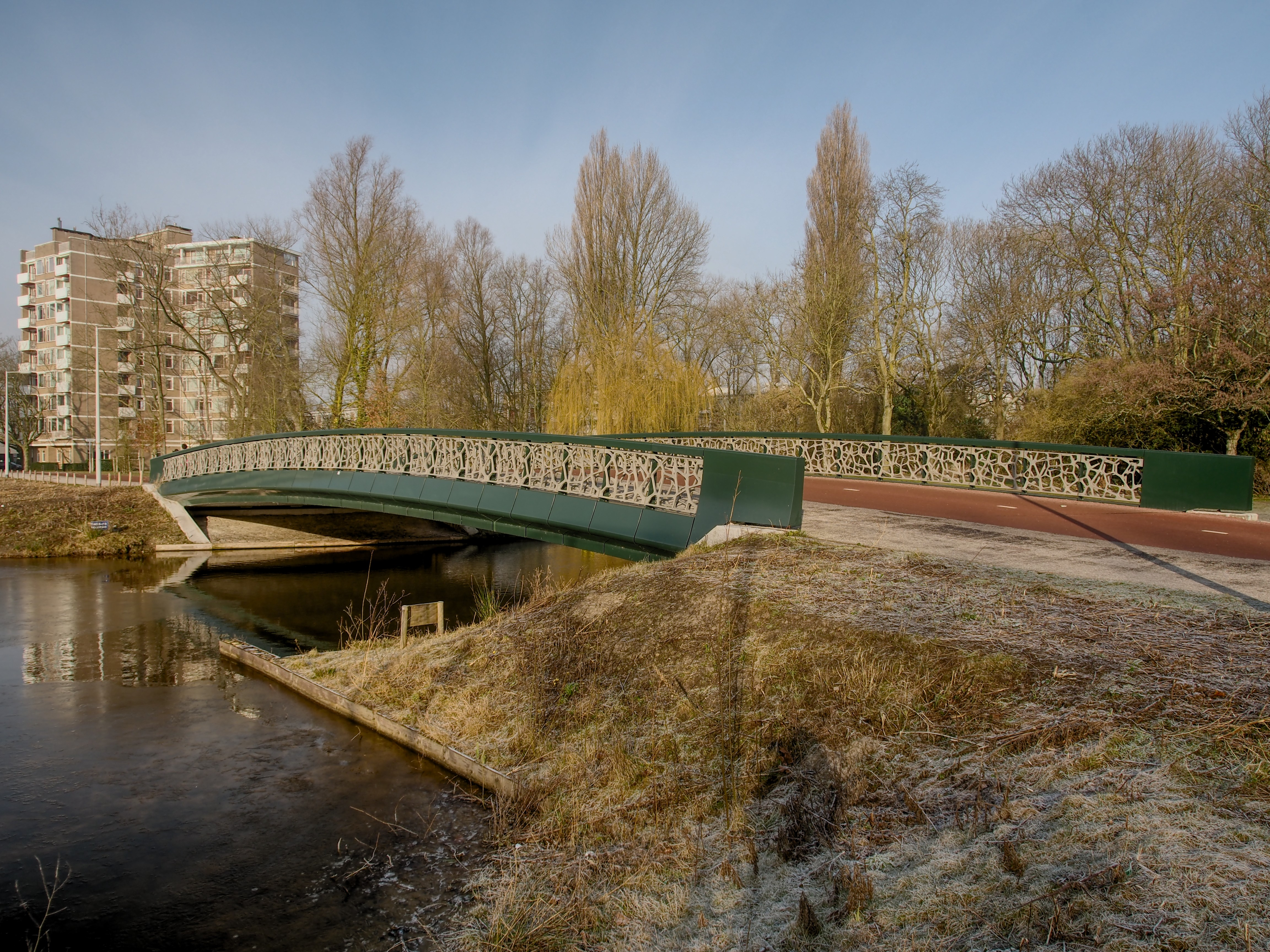
Prinses Irenebrug in het Beatrixpark.

Het park is aangelegd in 1938 en geldt daarbij als typisch voor de overgang van de romantische ontwerpstijl van de 19e eeuw naar de meer functionalistische stijl van na de Tweede Wereldoorlog. Het ontwerp is van Ko Mulder en de aanleg is vooral een werkverschaffingsproject geweest. Mulder heeft ook het in 1960 verplaatste pierenbad, een speelbad voor kinderen, met pergola, ontworpen.
Tijdens de Duitse bezetting heette het park van 1942 tot 18 mei 1945 Diepenbrockpark. In die tijd werden wel de beelden Pinguïns van Jan Trapman en Zeemeermin van Leo Braat geplaatst.
Verscheidene malen zijn delen van het park aan de oostkant ingenomen door uitbreiding van het RAI-complex.
Ter compensatie is in 1994 aan de zuidwestkant bij de Prinses Irenestraat en Beethovenstraat een gebied aan het park toegevoegd, dit werd de natte vallei. Dit deel van het park is echter grotendeels weer opgeofferd aan het Beethovenkavel van de Zuidas, vanaf 2011 zijn hier hoge kantoorgebouwen gekomen. In het kader hiervan is ook de Christus' Geboortekerk gesloopt en is het schoolgebouw vervangen door compactere nieuwbouw. Het bij de school horende kloostergebouw is behouden.
Een deel van het Beatrixpark maakte deel uit van de tuinbouw-tentoonstelling de Floriade van 1972. Hiervan dateert de kruidentuin, de Artsenijhof (aan het Boerenweteringpad).
In 1990 werd het Beatrixpark ingedeeld bij het toen ingestelde kleine Stadsdeel Amsterdam-Zuid, van 1998 tot 2010 was dit ZuiderAmstel, sinds 2010 valt het onder het grotere stadsdeel Zuid.
In 2014 werd in de zogenaamde kastanjering de Baubles parade komend van het Museumplein opgesteld. Bij een herinrichting in 2015-2016 werd een curieus speelobject geplaatst, dat tevens dient als "beeld".
Op 12 oktober 2018 werd ter herinnering aan het werk van Ko Mulder het monument Future past glory onthuld in 'haar' Beatrixpark. In 2023 volgde het eerste Kwibukamonument (nagedachtenis Genocide in Rwanda) in Nederland.

## Monumentstatus
Sinds 2005 staat het noordelijke, meest oorspronkelijke, deel van het Beatrixpark op de gemeentelijke monumentenlijst. Hiermee is beschermd "de parkaanleg, omvattende de padenstructuur, waterlopen en bosschages". Afzonderlijke bomen zijn niet hierdoor beschermd.
Voorts staan aan de rand van het park enkele beschermde gebouwen:
- Voormalig Sint-Nicolaasklooster met kapel aan de Prinses Irenestraat 19 (gemeentelijk monument sinds 2014).
- Flatgebouw Parkhove aan de Beethovenstraat (149-155) (gemeentelijk monument sinds 2014).
- Princesseflat op hoek Beethovenstraat (157-265)/Prinses Irenestraat (M.A. Stam, 1961; rijksmonument sinds 2014).[9]
- Villa aan Diepenbrockstraat 15 bij Zuider Amstelkanaal (F Eschauzier, Delftse School, 1938; rijksmonument sinds 2004).[10]

## Pierenbad
Een bijzondere attractie, met name in de zomer, is het pierenbad gelegen naast het Boerenweteringpad. Het pierenbad (1959), dat ontworpen is door Aldo van Eyck, heeft een specifieke vorm. Het ronde bad met blauwe ondergrond heeft een aantal ronde stenen die in een boogsegment liggen. Die stenen kunnen gebruikt worden om van de een op de ander te springen, ze worden ook wel springstenen genoemd, maar kinderen (en ouders) kunnen er ook op zitten met de benen in het water, waardoor ze ook wel zitpoefs/betonnen poefs worden genoemd. Bijzonder aan de architectonische opstelling is dat het pierenbad van het pad gescheiden is door een betonnen pergola, die zich vloeiend om het bad vouwt, en die dateert uit de beginperiode van het park (circa 1940), toen het pierenbad nog ten oosten van de Boerenwetering lag, ongeveer waar RAI Amsterdam staat.
Aan de rand van het bad staat dan ook nog het (beklimbare) beeld Zeemeermin van Leo Braat.

## Bruggen
Er zijn verscheidene bruggen in het park:
- Brug 430, van Piet Kramer, bij de Diepenbrockstraat
- Aron Wolff Berlijnbrug (431), bij de Cornelis Dopperkade
- Johnny & Jonesbrug (433), bij de kastanjering
- Gustav Leonhardtbrug (449), bij de Beethovenstraat
- Henriëtte van Heukelom-van den Brandelerbrug (496)
- Brug 497, een schuifbrug over de Boerenwetering, bij de Artsenijhof
- Brug 1971, in De Groene Zoom bij de natte vallei
- Prinses Irenebrug, een brug uit 2014-2017